# Thomas Thornville Cooper
Thomas Thornville Cooper (Bishopwearmout, 1839 – Bhamo, 1878) è stato un esploratore britannico.
Ottavo figlio di John J. Cooper, dopo la scuola primaria venne inviato presso un tutore nel Sussex, per motivi di salute gli venne consigliato un viaggio in Australia, decise di prolungare il soggiorno e fece diversi viaggi nell'interno del paese. 
Nel 1859 si recò in India dove trovò lavoro a Madras presso la banca mercantile Arbuthnot & Co. Nel 1861 si dimise e si recò a Sindh in Pakistan per incontrare uno dei suoi fratelli che vi risiedeva. Nell'anno successivo visitò Mumbai e da lì si recò in Birmania passando da Madras e Beypore. A Rangoon iniziò a studiare il birmano, nel 1863 si imbarcò per raggiungere il fratello che nel frattempo si era trasferito a Shangai, qui si unì ai volontari che difendevano la città contro i ribelli Taiping.
Sedata la rivolta, la camera di commercio di Shanghai, nella volontà di aprire il paese al commercio estero, lo incaricò di tentare di entrare in India transitando dal Tibet. Il 4 gennaio 1868 lasciò Hankou e passando da Chengdu, Kangding, Litang giunse a Batang nel Sichuan. Da qui sperava di raggiungere il fiume Lohit, uno dei due fiumi che formano il Brahmaputra. Le autorità cinesi gli impedirono di proseguire verso ovest e quindi scese verso Bhamo passando da Talifu. Seguì la valle del Lan-ts'ang Chiang e raggiunse Tse-ku sulla riva occidentale del fiume e punto più occidentale delle regioni dei grandi fiumi mai raggiunto da un viaggiatore partito dalla Cina. 
Arrivato qui si trovava a circa 150 km da Manchi, sull'alto corso del fiume Irrawaddy, proseguì il suo viaggio verso sud arrivando a Wei-si-fu poco ad ovest di Li-kiang fu dove ottenne il passaporto per recarsi a Talifu. Dopo pochi giorni di viaggio venne però fermato da un capo tribù che gli impedì di procedere, tornato a Weisi venne imprigionato dalle autorità cittadine per sospetta collaborazione coi ribelli di Panthau nello Yunnan. Rimase prigioniero per 5 settimane, il 6 agosto gli venne permesso di ripartire. Tornò a Ya-chow, procedette lungo il fiume Min e il Fiume Azzurro fino Hankou dove giunse l'11 novembre 1868. Rientrò subito in Inghilterra dove pubblicò un resoconto del suo viaggio intitolato "A Pioneer of Commerce." 
Non avendo raggiunto l'India dalla Cina, nel 1869 tentò il percorso inverso, entrando in Cina dall'Assam. In questo viaggio lasciò Sadiya in ottobre e seguendo il fiume Brahmaputra, lungo la regione di Mishmi raggiunse Prun, un villaggio a circa 30 km da Roemah. Qui incontrò la ferma opposizione delle autorità locali e fu costretto a tornare indietro. Il racconto di questo viaggio è nel libro "Mishmee Hills". 
Poco dopo il rientro in Inghilterra fu incaricato dall'India Office di accompagnare una missione di Panthay, una popolazione birmana musulmana, fino alla frontiera dello Yunnan. Arrivato a Rangoon, la ribellione era stata sconfitta e quindi la missione era divenuta inutile. Fu nominato agente politico a Bhamo. Per motivi di salute dovette rientrare immediatamente in Inghilterra dove venne inserito nel dipartimento politico dell'India Office. 
Nel 1876 venne nuovamente inviato in India, venne nominato agente commerciale a Bhamo. Nel 1877 ricevette William John Gill di ritorno dal suo avventuroso viaggio in Cina. 
Venne ucciso il 24 aprile del 1878 da un sepoy della sua scorta.